# Гепіди

Карта Європи часів правління Адріана (117—138). Гепіди жили на узбережжі Балтійського моря. Розташування варварів дано за Тацітом

Гепіди (лат. Gepidae) — група східногерманських племен, споріднених готам. Відповідно до загальноприйнятої інтерпретації Августової історії імператора Клавдія Готського (VI.2), гепіди належали до «скіфських» народів. Гепіди входили до гунського союзу, коли велика група народів із регіону Середнього Дунаю перетнула річку Рейн і вторглася в Римську імперію в 405 або 406 рр. Після смерті Аттіли створили незалежне королівство. Гепіди взяли участь в етногенезі слов'ян
У II столітті до н. е. гепіди переселилися зі Скандинавії на південно-східне узбережжя Балтійського моря, а потім слідом за готами стали переміщатися на південний схід на територію теперішньої Румунії. Наприкінці IV сторіччя увійшли в племінний союз гунів.
У 454 році гепіди очолили повстання підлеглих народів проти гунів, перемогли їх і утворили Королівство гепідів у Тисо-Дунайській низовині.
Від 540 до 551 князем кутригурів був Кініалон, нащадок Сініона. Близько 551 року 12000 вояків, що йому підкорялись, пішли війною на гепідів, перемогли їх, вийшли на Балкани, захопили і сплюндрували балканські провінції Візантійської імперії.
У другій половині VI сторіччя лангобарди постійно нападали на території гепідів. Вступивши в союз з аварами лангобарди, внаслідок війни 567 року, окупували та знищили державу гепідів.  
У хроніках останні згадки про гепідів датуються IX сторіччям.

## Королі гепідів
- Фастида, бл. 250
- Ардарік, бл. 454
- Траустіла, бл. 488
- Тразаріх, бл. 505
- Гундеріт
- Мунд
- Елемунд, бл. 549
- Торисвінт, бл. 552
- Кунімунд, бл. 560